# Onconotus
Onconotus is een geslacht van rechtvleugeligen uit de familie sabelsprinkhanen (Tettigoniidae). De wetenschappelijke naam van dit geslacht is voor het eerst geldig gepubliceerd in 1839 door Fischer von Waldheim.

## Soorten
Het geslacht Onconotus omvat de volgende soorten:
- Onconotus laxmanni Pallas, 1771
- Onconotus marginatus Fabricius, 1798
- Onconotus servillei Fischer von Waldheim, 1846